# واله موسو
واله موسو (به ایتالیایی: Valle Mosso) یک کومونه در ایتالیا است که در استان بیه‌لا واقع شده‌است. واله موسو ۸٫۹ کیلومتر مربع مساحت و ۳٬۹۶۵ نفر جمعیت دارد و ۴۳۴ متر بالاتر از سطح دریا واقع شده‌است.